# زوبوفکا (آستراخان)
زوبوفکا (به لاتین: Zubovka) یک منطقهٔ مسکونی در روسیه است که در استان آستراخان واقع شده‌است.